# Vysočany (Blanskói járás)
Vysočany település Csehországban, a Blanskói járásban. Vysočany Rozstání, Sloup, Šošůvka, Holštejn, Žďárná, Niva, Protivanov és Ludíkov településekkel határos. Lakosainak száma 763 fő (2024. január 1.).

## Népesség
A település lakosságának változását az alábbi diagram mutatja:
| Lakosok száma | 891  | 916  | 937  | 763  | 862  | 791  | 788  | 790  | 772  | 763  |
|               | 1869 | 1890 | 1921 | 1950 | 1980 | 2001 | 2017 | 2019 | 2022 | 2024 |